# Herminia nyctipasta
Herminia nyctipasta är en fjärilsart som beskrevs av George Francis Hampson. Herminia nyctipasta ingår i släktet Herminia och familjen nattflyn. Inga underarter finns listade i Catalogue of Life.